# Greg Cunningham
Gregory Richard Cunningham, conhecido como Greg Cunningham (Galway, 31 de janeiro de 1991), é um futebolista irlandês, que atua como lateral-esquerdo ou zagueiro. Atualmente, joga no Galway United.

## Carreira
Começou no Mervue United, mas foi contratado pelo Manchester City em 2007. Promovido ao elenco principal dos Citizens em 2010, fez sua estreia profissional em janeiro do mesmo ano, contra o Scunhorpe United, pela Copa da Inglaterra. Jogou ainda 2 partidas na Premier League, quando o City enfrentou Birmingham City e West Ham, entrando no segundo tempo de ambas, substituindo Adam Johnson.
Participou, ainda de outros 2 jogos - um, pela segunda fase de classificação da Liga Europa, frente ao Politehnica Timișoara, e outro, pela Copa da Liga Inglesa, contra o West Bromwich Albion, que foi o primeiro de Cunningham como titular - e o último dele pelos Citizens.
Um mês depois, foi emprestado ao Leicester City, atuando em 13 partidas. Voltou ao City em 2011, mas ficou fora dos planos da equipe, que o cedeu novamente por empréstimo, desta vez para o Nottingham Forest, que vivia uma crise de lesões em seus defensores. Atuou em 28 jogos (27 pela segunda divisão e um pela Copa da Inglaterra).
De volta ao Manchester City, Cunningham disse que pretendia sair do clube para evoluir em sua carreira futebolística. Com o vínculo encerrado em julho de 2012, assinou com o Bristol City numa transferência livre. A estreia foi justamente contra o Nottingham Forest, pelo qual havia jogado na temporada anterior. Contra o Peterborough United, em setembro, o lateral sofreu uma violenta entrada do atacante Tyrone Barnett, que havia executado um desarme "imprudente", na opinião do técnico dos Robins, Derek McInnes. O escocês declarou, ainda, que Barnett deveria ter sido expulso. Após 2 meses longe dos gramados, com uma lesão no tendão, Cunningham voltou a jogar em dezembro, contra o Derby County, e marcou seu primeiro gol como profissional em janeiro de 2013, na partida contra o Watford. Continuou defendendo o Bristol City - agora na terceira divisão - até 2015, quando foi liberado para assinar com o Preston North End.
Em 17 de julho de 2024, Cunningham se transferiu ao Galway United, clube da sua cidade natal.

## Seleção Irlandesa
Com passagem pelas categorias de base da Seleção Irlandesa, Cunningham foi convocado pela primeira vez para a equipe adulta em fevereiro de 2010, num amistoso contra o Brasil, porém não saiu do banco de reservas. Sua estreia oficial foi em maio, na vitória por 3 a 0 sobre a Argélia.